# Leda y el cisne (Boucher)
Leda y el cisne es un óleo sobre lienzo ejecutado en 1742 por el pintor François Boucher, que lo presentó al Salón de ese año con gran éxito. Aclamado como una obra maestra, el artista realizó una copia que fue enviada a Suecia en junio de 1742, donde ha permanecido hasta hoy. El original se creyó perdido hasta que fue descubierto e identificado en la década de 1980.

## Descripción
Plenamente rococó en su suavidad, tono intimista y refinamiento, en la obra aparecen desnudas en la orilla del río Leda junto a su doncella, formando un conjunto piramidal con el cisne que desde su derecha se acerca, fingiendo temor, a la sorprendida reina.
Se atribuye a Boucher otra versión, en colección privada, de 1740. En este caso, se trata de una polisonerie, obras de pequeño formato para el coleccionismo y contemplación privados, con escenas íntimas o eróticas vistas desde la perspectiva de un pícaro mirón (voyeur) en un entorno contemporáneo, típicas del rococó francés. Aquí, Leda es una joven acostada sobre un diván, con el camisón levantado y abierta de piernas, ofreciendo su vulva rasurada a la lujuria del ave.

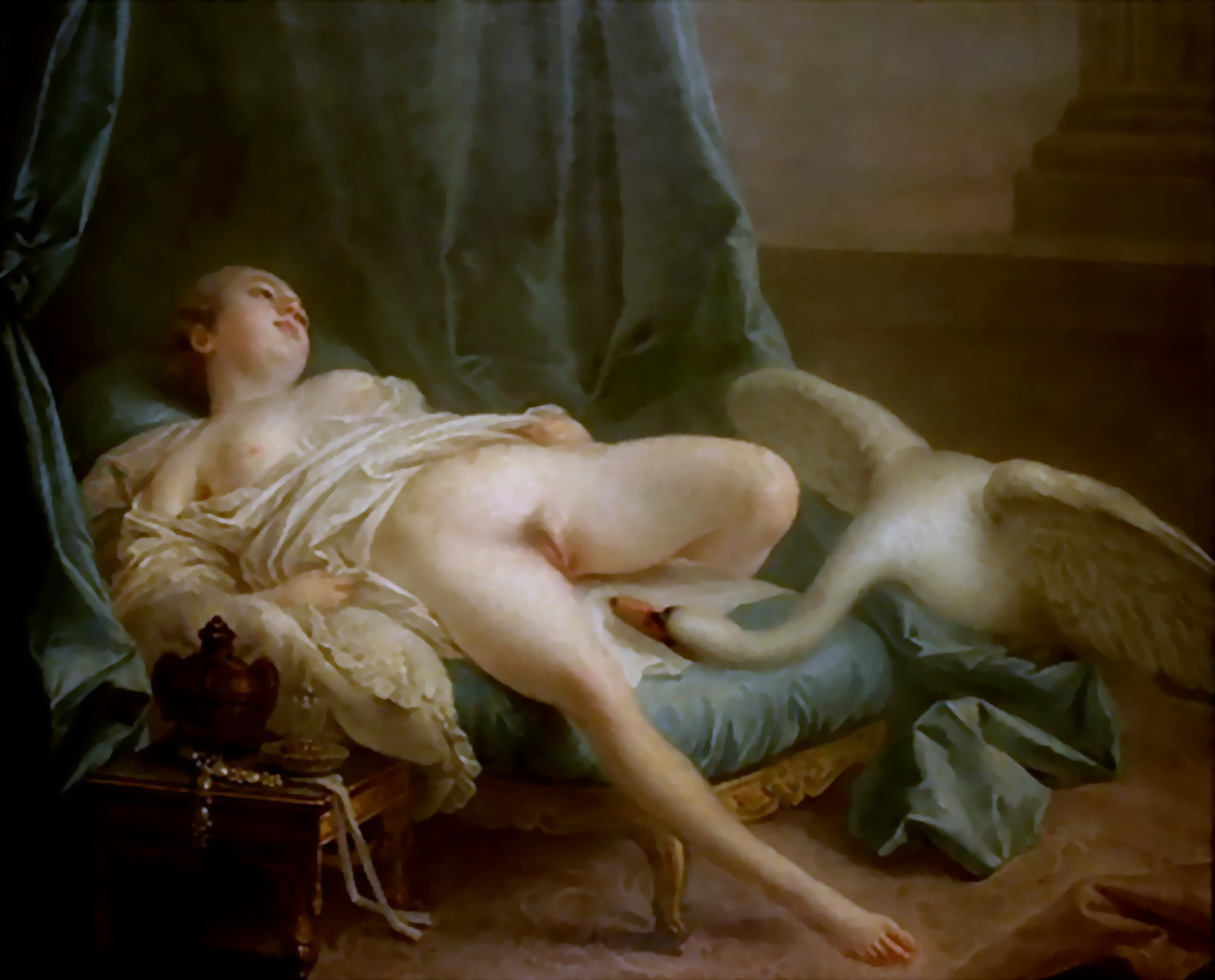
Leda y el cisne, versión de hacia 1740.